# Левон V
Левон V (іноді Левон IV; (1310 — † 26 серпня 1342) — король Кілікійської Вірменії. Останній представник династії Хетумідів (Хетумян) на вірменському троні.

## Життєпис

### Період регентства Ошина
Левон V народився 1310 року в родині короля Ошина й королеви Ізабелли Корікоської. У липні 1320 року Левон успадкував кілікійський трон. Однак, на момент смерті батька він був неповнолітнім, тому було сформовано регентську раду, яка обрала регентом корікоського князя Ошина II, сина Хетума Патміча (Хетума Історика). Регент узяв владу до своїх рук, для легалізації своєї влади, 31 грудня 1320 року (за іншими даними це могло статись 30 грудня 1321 року) видав свою дочку Алісу заміж за малолітнього Левона V, а сам узяв за дружину вдову покійного короля Жанну Анжуйську. Дії Ошина не сподобались князям королівства. Як результат Кілікія, на тлі того як вороги держави збільшували свої удари, поглинулась у невчасних суперечках. 1321 року монголи під проводом Гасана, який прийняв іслам, грабуючи країну, вторглись до вірменського королівства.
1322 року єгипетські мамлюки вторглись до країни й атакували Айас та зруйнували його фортецю. Король кіпрської держави Генріх II, забувши про суперечки, відрядив на допомогу вірменському королю свій військовий контингент. Католикос вірменів Костандін IV, розуміючи відчайдушне становище своєї країни, вирушив до Каїра, де 1323 року уклав перемир'я на 15 років. Проте вже наступного року, остерігаючись гіпотетичного хрестового походу, набіги мамлюків відновились. Того ж року, Ошин бажаючи припинити усілякі претензії на трон, наказав убити Ізабеллу, вдову Аморі Тірського й тітку малолітнього короля Левона V, а заодно і її старшого з чотирьох синів, що вижили. Другий за старшинством син, Гі де Лузіньян, згодом відомий як король Костандін III, під час убивства перебував у Константинополі у своєї тітки, сестри його матері, візантійської імператриці Рити. Двоє інших, Жан і Боемунд були заслані до госпітальєрів на острів Родос.

### Повноліття
1329 року, ставши повнолітнім, король Левон V наказав убити Ошина, його брата  й дочку, свою дружину Алісу. За той час, що Ошин II був регентом, послаблення країни супроводжувалось посиленням католицького церковного впливу й тиску з боку папства щодо питання церковної унії. Після позбавлення від регента та його дочки король одразу одружився з Констанцією Сицилійською. Остання ще більше посилила латинізацію Сіського двору.

### Зовнішня політика
З моменту зосередження влади у своїх руках, перед лицем зовнішньої мусульманської загрози, Левон із проханням про військову допомогу звернувся до заходу. Подібно до своїх попередників, він відряджав до папи римського посланців, але щоразу отримував тільки обіцянки та слова підтримки. 1332 року у Франції королем став Філіп VI, який плекав надію організувати новий хрестовий похід. Кілікію він розглядав як плацдарм для союзних християнських військ. Своїми планами французький монарх поділився в листі до вірменського короля, окрім цього він виділив 10 тисяч флоринів для зведення та укріплення кілікійських фортець. Однак, через початок столітньої війни, планам французького монарха не судилось збутись.
1335 року еміри Дамаска й Хами, які очікували на привід та підігрівались чутками про новий хрестовий похід, пішли війною на Кілікійське королівство. Між тим султан, за схвалення якого розпочався набіг, відмовився прийняти вірменських послів, що прибули до його двору прохати миру. Кілікійська держава перебувала у надважкому становищі. Набіг мусульман понівечив країну та привів до її столиці тисячі біженців. За рік повторилось вторгнення, яке супроводжувалось грабунками й погромами. У той же час вірменський посол, який перебував у Європі, зустрівся з новим папою Бенедиктом XII, який обмежився тим, що попрохав французького короля надіслати вантаж із зерновими та клопотати про вірменське царство перед острівними державами регіону. 1337 року відбувся третій за три роки набіг мамлюків, наслідки якого мали катастрофічний характер. Левон V уклав перемир'я, відповідно до якого вірменське королівство втратило ліве узбережжя річки Пірамос та надважливий торговий і військовий порт Айас. Однак на початку 1340-х років мусульмани, порушивши попередні домовленості, знову вторглись до Кілікії.

### Внутрішня політика
У той час коли нарощувалась зовнішня загроза, Кілікійське царство роздирала внутрішня боротьба прибічників унії з одного боку, та прибічників традиційної вірменської течії в християнстві з іншого. Пролатинська позиція Левона V призвела до відставки католикоса Акопа II. На місце останнього, без церковного собору, король призначив зручного для себе іншого католикоса. Однак церковний собор не визнав його й обрав католикосом Мхітара I. Окрім того, не сприяла розв'язанню конфлікту й непримиримість Бенедикта XII. Приблизно у той же час при дворі папи римського з'явилась вірменська делегація, якій було доручено доставити істинність віри, викладену ще Акопом II, і вкотре попрохати про допомогу. Однак папа римський не почув католикоса вірменів і волань про допомогу християнського народу. Тоді ж, 1 серпня 1341 року, Бенедикт XII написав два листи: католикосу вірменів та королю Левону V, повідомляючи, що вони не можуть розраховувати на допомогу до тих пір, поки вірмени не приймуть католицтво й не буде скликано синод, що проголосить унію офіційно.

### Смерть
Левон помер 26 серпня 1342 (за іншими даними це могло статись 28 серпня 1341 року), імовірно, він був убитий під час народних заворушень противниками унії. По його смерті припинилась династії Хетумідів за чоловічою лінією. Ця обставина послужила посиленню боротьби за владу. На арену вийшли родичі Левона IV за жіночою лінією — династія кіпрських Лузіньянів

## Родина
1-ша дружина: Аліса Корікоська (? — † 1329)
діти:
- Хетум (? — помер немовлям)

2-га дружина: Констанція Сицилійська (1304/1306 — † 1344)
діти:
- не було